# Francis Taylor, Baron Taylor of Hadfield
Francis Taylor, Baron Taylor of Hadfield (* 7. Januar 1905 in Hadfield (Derbyshire); † 15. Februar 1995 in Sarasota (Florida)) war ein englischer Geschäftsmann. Er gründete das führende internationale Bauunternehmen Taylor Woodrow.

## Leben
Francis Taylor arbeitete bereits im Alter von elf Jahren im Obstgeschäft seines Vaters mit. Mit seiner Familie siedelte er nach  Blackpool über, wo er als 16-Jähriger mit Hilfe seines Vaters und einer Bank 400 Pfund zum Bau zweier Häuser investierte, die er dann mit einem beträchtlichen Gewinn von jeweils 1000 Pfund verkaufte. Das war der Beginn des von Francis Taylor gegründeten Unternehmens, das als Taylor Woodrow bekannt wurde und für dessen Namen auch Taylors Onkel Jack Woodrow Pate stand.
1974 wurde Francis Taylor zum Ritter geschlagen. 1979 trat er als Geschäftsführer, welches Amt er seit 1935 innegehabt hatte, zurück und wurde lebenslanger Präsident von Taylor Woodrow. 1982 wurde er zum Life Peer mit dem Titel Baron Taylor of Hadfield ernannt.
Baron Taylor of Hadfield hatte die Position eines Präsidenten auf Lebenszeit von Taylor Woodrow bis zu seinem Tod (15. Februar 1995) inne, der bei seinem Besuch des von seiner Firma entwickelten census-designated place The Meadows mit 3400 Häusern und Golfplätzen in Sarasota County in Florida eintrat.

## Familie
Aus der ersten, 1929 geschlossenen Ehe Taylors stammten zwei Töchter. Nach der Scheidung heiratete Taylor 1956 in zweiter Ehe Christine Hughes, die auch an Taylor Woodrow beteiligt war und bis zu ihrem im Jahr 2011 erfolgten Tod bei ihrer Tochter Sarah Melville lebte.